# Georg von Engelhardt

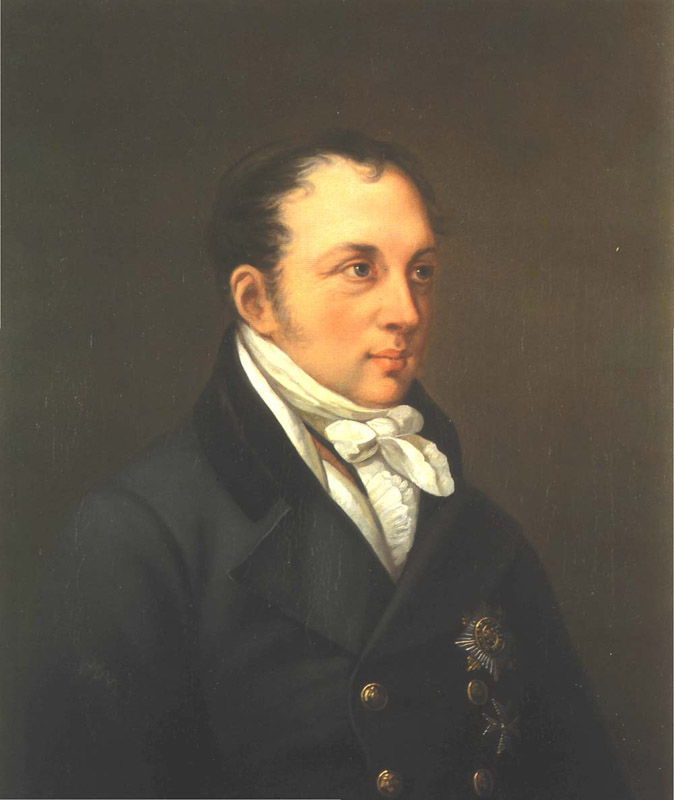
Georg von Engelhardt

Georg Reinhold Gustav Baron von Engelhardt (russisch Егор Антонович Энгельгардт; * 1. Augustjul. / 12. August 1775greg. in Riga; † 3. Januarjul. / 15. Januar 1862greg. in St. Petersburg) war ein russischer Pädagoge und Staatsmann.

## Leben

### Herkunft und Familie
Georg war Angehöriger der baltischen Barone Engelhardt. Seine Eltern waren der russische Staatsrat und livländische Generalökonomiedirektor Anton Johann von Engelhardt (1729–1808) und Beata Christina, geborene von Priauda aus dem livländischen Hause Wredenhof (1736–1801).
Er vermählte sich 1800 in St. Petersburg mit Auguste Marie, geborene Whitacker, verwitwete Hahn († 1858). Aus der Ehe sind zwei Töchter und drei Söhne hervorgegangen.
In den Jahren 1853/1854 erhielt sein Gesamtgeschlecht die Anerkennung der Berechtigung zur Führung des Baronstitels.

### Werdegang
Engelhardt verzog bereits als Kind mit den Eltern nach St. Petersburg. Zu seinen Lehrern gehörten später namhafte Akademiker wie Storch und Krafft.
Seit 1791 diente er in der Kaiserlich Russischen Armee, zunächst bei Fürst Potemkin, ab dem Jahr 1795 bei Fürst Subow. 1796 avancierte er zum Kapitän und hat wohl als solcher seiner Abschied erhalten.
Hiernach trat er in die Kanzlei des Vizekanzlers Fürst Kurakin ein. Als nachmaliger Sekretär der Gräfin Litta war Engelhardt für die Angelegenheiten des Malteser-Ordens zuständig und avancierte bald zu dessen Zeremonienmeister. Im Jahr 1801 wechselte er als Staatssekretärgehilfe zum Reichsrat.
1812 wurde er Direktor des Pädagogischen Instituts in St. Petersburg und war von 1816 bis 1823 Direktor des Lyzeums in Zarskoe Selo. Engelhardt gab dieser Lehranstalt auf lange Zeit die entscheidende Prägung. Auf eignen Antrag wurde er 1822 pensioniert. Mit ehemaligen Schülern blieb er oftmals in enger Verbindung.
Engelhardt war Wirklicher Staatsrat. Er war ebenfalls Mitglied des Schulrats der reformierten Gemeinden und hegte eine Freundschaft mit Johannes von Muralt. Er stand auch in Korrespondenz mit einigen Dekabristen, so neben Weiteren mit Küchelbecker. Auch setzte er sich persönlich vor dem Kaiser für Puschkin ein, der ja in dem Zusammenhang in Ungnade gefallen war.
Er wurde auf dem Smolenska lutherischen Friedhof beigesetzt.

### Werke
- Russische Miscellen zur genauern Kenntnis Russlands und seiner Bewohner, 4 Bände, St. Petersburg, 1828–1832
- Russische Landwirtschaftliche Zeitung, 1834–1853 (als Redakteur und Herausgeber)
- Reise längs der Nordküste von Sibirien und auf dem Eismeer, Berlin, 1839 (Verarbeitung des Reisemanuskriptes von Ferdinand von Wrangel)